# Stazione di Mariano Comense
Stazione di Mariano Comense vasútállomás Olaszországban, Lombardia régióban, Mariano Comense településen.

## Vasútvonalak
Az állomást az alábbi vasútvonalak érintik:
- Milánó–Asso-vasútvonal

## Kapcsolódó állomások
A vasútállomáshoz az alábbi állomások vannak a legközelebb:
- Stazione di Carugo-Giussano
- Stazione di Cabiate (Stazione di Milano Rogoredo, S2)